# Dam (Limburg)
Dam is een buurtschap in de gemeente Gennep in de Nederlandse provincie Limburg, behorend bij het dorp Ven-Zelderheide. Het ligt langs de Provinciale weg 291 net voorbij Ven-Zelderheide richting de grens met Duitsland bij Grunewald en net voor de buurtschap Hekkens.
Stad: Gennep      Dorpen: Heijen · Milsbeek · Ottersum · Ven-Zelderheide

Buurtschappen en gehuchten: Aaldonk · Dam · De Looi · Diekendaal · Hekkens · Smele · Zelder

Limburg: Steden en dorpen      Nederland: Provincies · Gemeenten